# 1.º governo do Vintismo
O 1.º governo do Vintismo, nomeado a 4 de Julho e exonerado a 7 de Setembro de 1821, foi o primeiro governo após o regresso de D. João VI a Lisboa, após um longo período no Rio de Janeiro.
A sua constituição era a seguinte:
| Cargo                                                     | Detentor                     | Período                                      |
| --------------------------------------------------------- | ---------------------------- | -------------------------------------------- |
| Ministro e Secretário de Estado dos Negócios do Reino     | Inácio da Costa Quintela     | 4 de Julho de 1821 a 7 de Setembro de 1821   |
| Ministro e Secretário de Estado dos Negócios da Justiça   | Inácio da Costa Quintela     | 23 de Agosto de 1821 a 7 de Setembro de 1821 |
| Ministro e Secretário de Estado dos Negócios da Fazenda   | Francisco Duarte Coelho      | 4 de Julho de 1821 a 7 de Setembro de 1821   |
| Ministro e Secretário de Estado dos Negócios da Guerra    | António Teixeira Rebelo      | 4 de Julho de 1821 a 7 de Setembro de 1821   |
| Ministro e Secretário de Estado dos Negócios da Marinha   | Joaquim José Monteiro Torres | 4 de Julho de 1821 a 7 de Setembro de 1821   |
| Ministro e Secretário de Estado dos Negócios Estrangeiros | Conde de Barbacena           | 4 de Julho de 1821 a 29 de Julho de 1821     |
| Ministro e Secretário de Estado dos Negócios Estrangeiros | Silvestre Pinheiro Ferreira  | 29 de Julho de 1821 a 7 de Setembro de 1821  |

## Galeria

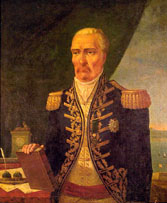
António Teixeira Rebelo, ministro e secretário de Estado dos Negócios da Guerra
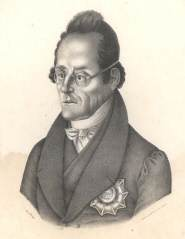
Silvestre Pinheiro Ferreira, ministro e secretário de Estado dos Negócios Estrangeiros (jul.–set. 1821)
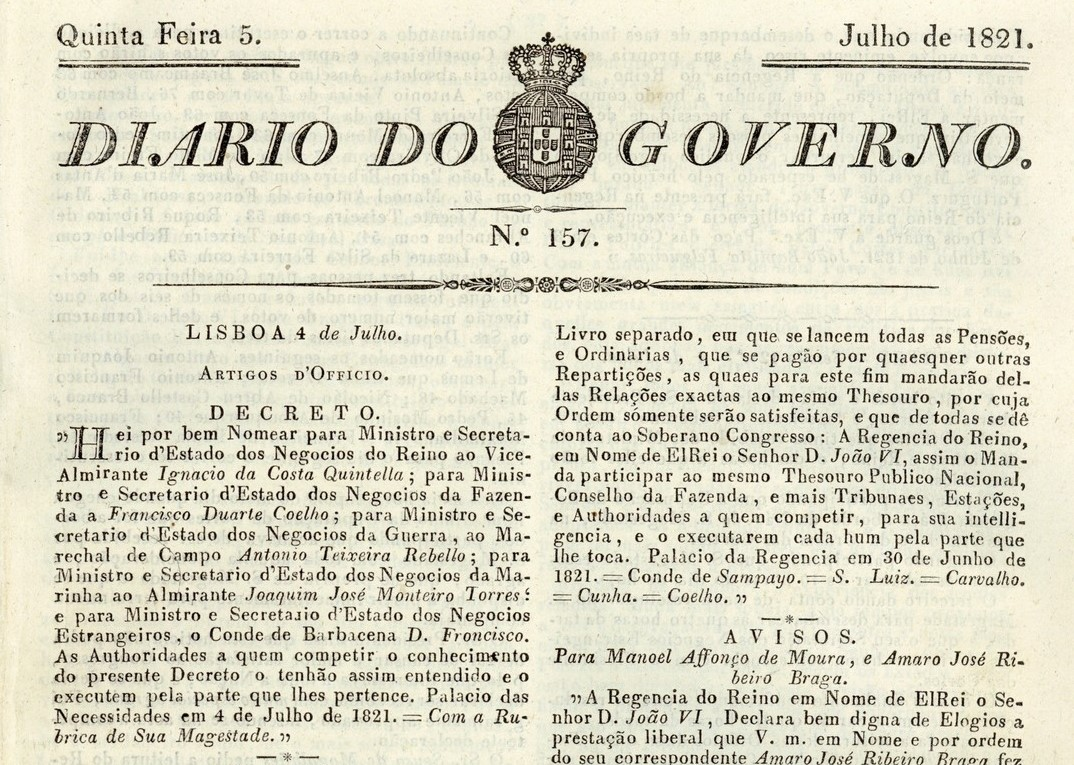
O decreto real com as nomeações no jornal Diário do Governo, edição de 5 de julho de 1821